# Col·legi Alemany de Barcelona
El Col·legi Alemany de Barcelona (en alemany, Deutsche Schule Barcelona, abreviat a DSB) és un centre educatiu fundat l'any 1894 a Barcelona i situat des de 1977 a Esplugues de Llobregat.
L'any 1894 el mossèn de la comunitat evangèlica alemanya, Otto Amstberg, va fundar el Col·legi Alemany de Barcelona orientat a l'aconfessionalitat. L'any 1901 va segregar-se de la comunitat evangèlica i passà a formar part de l'associació escolar Schulverein. El primer edifici propi de l'escola va ser construït l'any 1904 al carrer de Santa Anna (actual carrer Moià), en uns terrenys de l'església evangèlica (construïda en 1903), amb la qual compartí el pati. L'any 1910 s'iniciaren els cursos vespertins de llengua alemanya per a adults. L'any 1936, en esclatar la Guerra Civil Espanyola, el col·legi es va tancar. Les classes per als alemanys evacuats van impartir-se a Königswinter, els nens, i a Herchen, les nenes. El 1939, en acabar la guerra, es va tornar a obrir l'escola a l'edifici antic.
El 5 de juny de 1945 es va tancar l'escola per indicació dels aliats. El 1947 es van crear dues escoles alemanyes privades, l'Escola Miramar i el Col·legi La Salud, que es fusionaren el 1950 amb el nom de Col·legi Sant Albert Magne. L'any 1951 es reobre oficialment el Col·legi Alemany de Barcelona, reconegut per les autoritats alemanyes. L'any 1977 es trasllada el col·legi a les actuals instal·lacions d'Esplugues de Llobregat.

## Personatges il·lustres
Entre els seus antics alumnes hi figuren personatges com: 
- Adi Enberg[3]
- Jordi Pujol[4]
- Joan Antoni Samaranch[5]
- Salvador Espriu[6]
- Antoni Tàpies[7]
- Òscar Tusquets[7]
- Joan Anton Maragall i Garriga[8]
- Àlex Brendemühl[9]
- Álvaro Soler[10]
- Fernando Carro de Prada